# Comuna Topalu, Constanța
Topalu este o comună în județul Constanța, Dobrogea, România, formată din satele Capidava și Topalu (reședința). Distanța dintre cele două localități este de 6,5 km.

## Demografie
Componența etnică a comunei Topalu
     Români (91,36%)
     Alte etnii (0,46%)
     Necunoscută (8,17%)
Componența confesională a comunei Topalu
     Ortodocși (90,84%)
     Alte religii (0,66%)
     Necunoscută (8,5%)
Conform recensământului efectuat în 2021, populația comunei Topalu se ridică la 1.517 locuitori, în scădere față de recensământul anterior din 2011, când fuseseră înregistrați 1.785 de locuitori. Majoritatea locuitorilor sunt români (91,36%), iar pentru 8,17% nu se cunoaște apartenența etnică. Din punct de vedere confesional, majoritatea locuitorilor sunt ortodocși (90,84%), iar pentru 8,5% nu se cunoaște apartenența confesională.

## Politică și administrație
Comuna Topalu este administrată de un primar și un consiliu local compus din 11 consilieri. Primarul, Valentin Stanciu[*], de la Partidul Național Liberal, este în funcție din 1 noiembrie 2024. Începând cu alegerile locale din 2024, consiliul local are următoarea componență pe partide politice:
|  | Partid                    | Consilieri | Componența Consiliului | Componența Consiliului | Componența Consiliului | Componența Consiliului | Componența Consiliului | Componența Consiliului | Componența Consiliului |
|  | ------------------------- | ---------- | ---------------------- | ---------------------- | ---------------------- | ---------------------- | ---------------------- | ---------------------- | ---------------------- |
|  | Partidul Național Liberal | 7          |                        |                        |                        |                        |                        |                        |                        |
|  | Partidul Social Democrat  | 4          |                        |                        |                        |                        |                        |                        |                        |